# Stathmopoda placida
Stathmopoda placida is een vlinder uit de familie Stathmopodidae. De wetenschappelijke naam van de soort is voor het eerst geldig gepubliceerd in 1908 door Meyrick.